# Cantonul Mézidon-Canon
Cantonul Mézidon-Canon este un canton din arondismentul Lisieux, departamentul Calvados, regiunea Basse-Normandie, Franța.

## Comune
| Comune                 | Populație (1999) | Cod poștal | Cod INSEE |
| ---------------------- | ---------------- | ---------- | --------- |
| Les Authieux-Papion    | ...              | 14140      | 14031     |
| Biéville-Quétiéville   | ...              | 14270      | 14527     |
| Bissières              | ...              | 14370      | 14075     |
| Castillon-en-Auge      | ...              | 14140      | 14141     |
| Coupesarte             | ...              | 14140      | 14189     |
| Crèvecœur-en-Auge      | ...              | 14340      | 14201     |
| Croissanville          | ...              | 14370      | 14208     |
| Grandchamp-le-Château  | ...              | 14140      | 14313     |
| Lécaude                | ...              | 14140      | 14359     |
| Magny-le-Freule        | ...              | 14270      | 14387     |
| Méry-Corbon            | ...              | 14370      | 14410     |
| Le Mesnil-Mauger       | ...              | 14270      | 14422     |
| Mézidon-Canon          | ...              | 14270      | 14431     |
| Monteille              | ...              | 14270      | 14444     |
| Notre-Dame-de-Livaye   | ...              | 14340      | 14473     |
| Percy-en-Auge          | ...              | 14270      | 14493     |
| Saint-Julien-le-Faucon | ...              | 14140      | 14600     |
| Saint-Laurent-du-Mont  | ...              | 14340      | 14604     |
| Saint-Loup-de-Fribois  | ...              | 14340      | 14608     |